# Авијација за везу
Авијација за везу је врста авијације чије су јединице опремљене лаким авионима и хеликоптерима, и намијењене за одржавање везе између центара команде преношењем заповијести и наређења. Уз то превозе официре за везу, старјешине и слично.
У неким случајевима авијација за везу се може употријебити и за извиђање, рад с артиљеријом, транспорт диверзаната, постављање комуникацијских линија, замагљивање, и друге намјене.
У Другом свјетском рату масовно се користе, у јуну 1944. само САД имају 4211 авиона за везу, под ознаком Л (liaison). СССР користи Поликарпов По-2, а Њемачка Физелер Шторх.
Послије рата све више се користе хеликоптери за ове задатке.